# 18 – Allein unter Mädchen
18 – Allein unter Mädchen (Singur între fete) este numele unui serial german pentru televiziune transmis de postul ProSieben. În serial sunt prezentați patru elevi în vârstă de 18 ani, care sunt contra voinței directoarei, cazați într-un internat de fete.  

## Acțiune
Până în prezent Internatul de Fete din Heiligendorf era tabu pentru băieți. Această situație se schimbă printr-o hotărâre a ministrului de cultură, care obligă directoarea școlii Mensendiek, să accepte temporar pentru probă patru tineri. Jo este un tânăr liniștit, Leo un vânător de fuste,  Maus un tip rebel, iar Toby un băiat timid. Inițial tinerii cred că vor ajunge în paradis, însă la scurt timp ei constată că nu sunt bine veniți, ei fiind considerați de fete ca elemente nedorite care le deranjează, și care fac totul că să scape de tineri. Însă după un timp atmosfera ostilă se va schimba, după ce unii dintre ei sunt săgetați de zeul amor. După vacanța de vară, sosește un nou director de școală, dr. Thomas Steigenberger este tip ambițios, care însă după un timp începe facă curte profesoarei de sport, Esther. În final se formează cupluri amoroase între:  Rosa–Jo, Vera–Maus, Billy–Leo, Ann-Kristin–Toby, Mark–Silke, Beate–Schimmerling, Esther–Steigenberger.